# Andreas Dahl
Rolf Åke Andreas Dahl (født 6. juni 1984 i Hässleholm, Sverige) er en svensk tidligere fodboldspiller (midtbane).
Dahl tilbragte størstedelen af sin karriere i hjemlandet, hvor han blandt andet repræsenterede Helsingborg, Hammarby og Landskrona. Han spillede også halvanden sæson i den danske Superliga hos FC Nordsjælland.
Dahl spillede desuden fire kampe for Sveriges landshold. Han debuterede for holdet 13. januar 2008 i en venskabskamp mod Costa Rica.